# Борисовская фабрика пианино
Борисовская фабрика пианино (ОАО «Борисовское предприятие музыкальных инструментов» — ОАО «БПМИ», «Музинструмент-Борисов»; бел. Барысаўская фабрыка піяніна) — белорусская компания по производству музыкальных инструментов, расположенная в городе Борисове Минской области. Выпуск продукции остановлен в 2006 году, в 2018 году предприятие признано банкротом, по состоянию на 2020 год продолжается ликвидационное производство.

## История

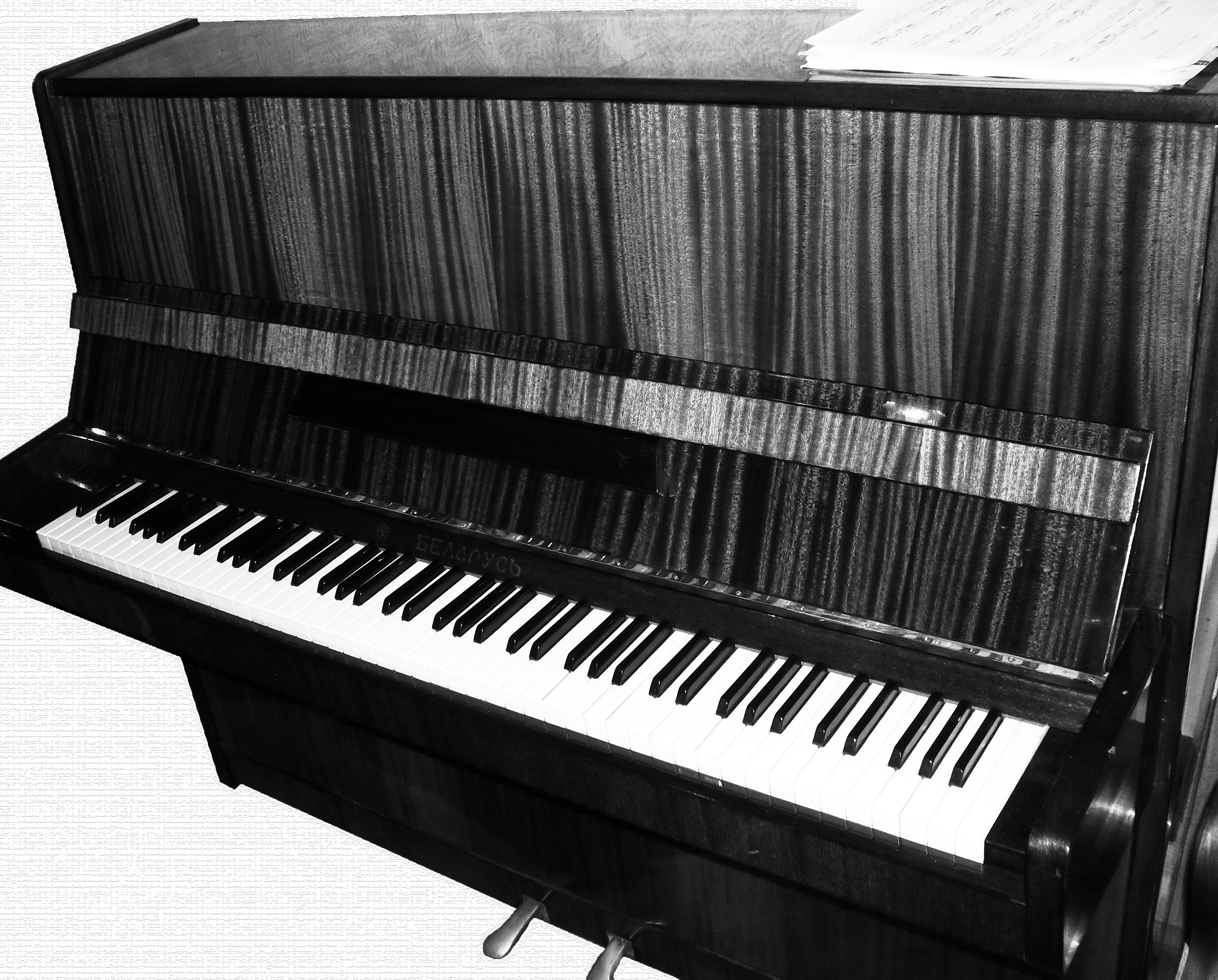
Пианино «Беларусь»

В 1935 году в Борисове на базе лесозавода была создана фабрика пианино. В годы Великой Отечественной войны разрушена, восстановлена в 1944 году. Фабрика входила в систему Наркомата (с 1946 года — Министерства) местной промышленности БССР. В послевоенный период началось расширение фабрики, были построены новый производственный корпус, цех металлических деталей, лесопильный цех, сушильный цех. Основным видом продукции были пианино «Беларусь». В 1968 году фабрика переименована в честь 50-летия КПБ, в 1972 году награждена орденом «Знак Почёта». В 1976 году фабрика была преобразована в головное предприятие Борисовского производственного объединения музыкальных инструментов «Белмузпром». Предприятие являлось одним из крупнейших производителей пианино, цимбал и акустических гитар в СССР. На предприятии работало более 2,7 тысяч человек, продукция экспортировалась в Грецию, Иран, Нидерланды, США. В 1950 году фабрика произвела 1242 пианино, в 1960 году — 11 700, в 1969 году — 18 114. В 1980-е годы фабрика производила до 10 тысяч инструментов ежегодно. По состоянию на 1995 год предприятие производило пианино, цимбалы, акустические гитары, электрогитары, детские игрушки, шахматы и другие товары. В 1997 году предприятие преобразовано в открытое акционерное общество «Борисовское предприятие музыкальных инструментов».

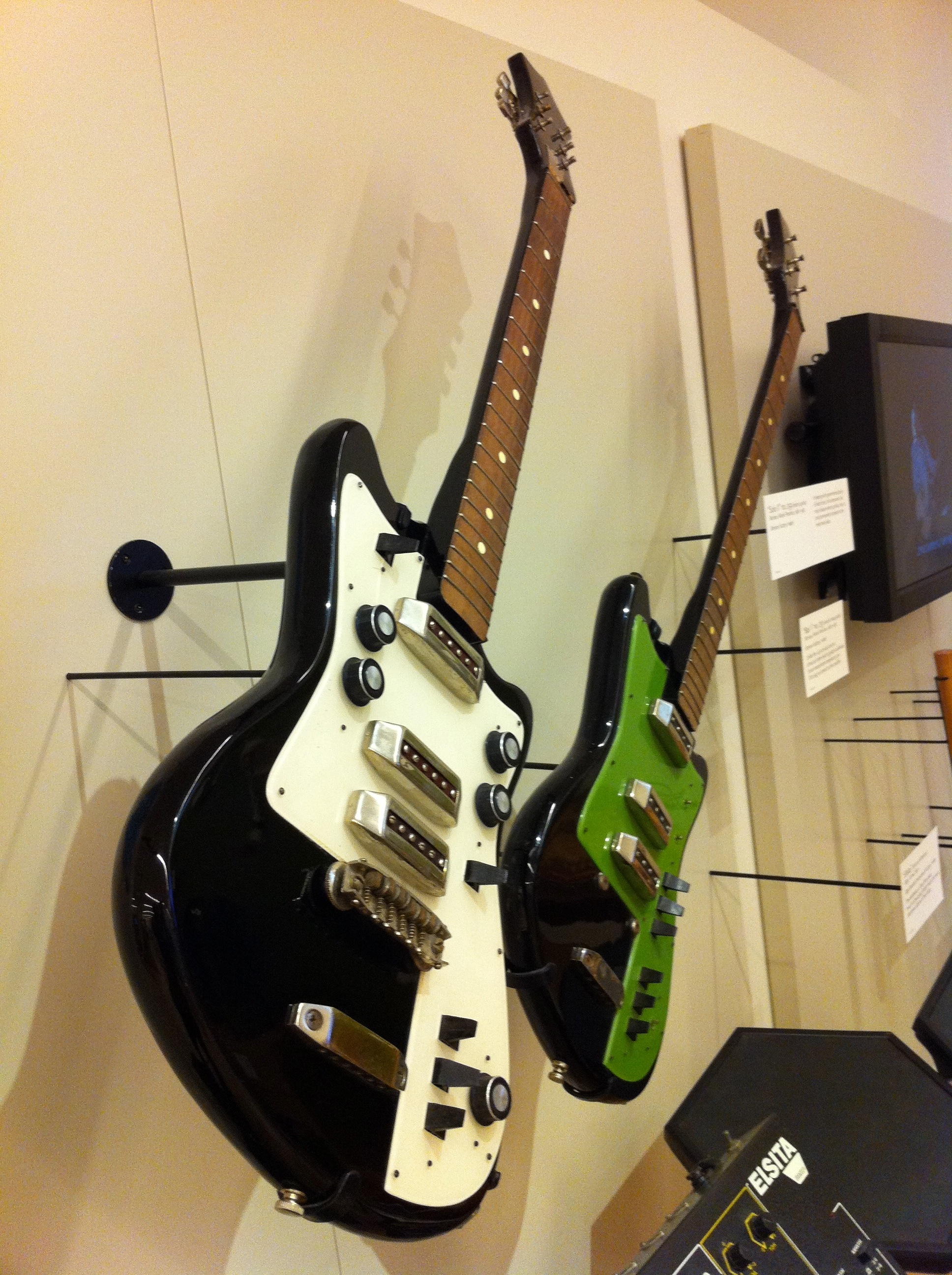
Электрогитары «Соло-2» и «Бас-1»

В 1990-е годы предприятие оказалось в сложном экономическом положении, к 2003 году образовалась задолженность по заработной плате за 3 месяца. В начале 2000-х годов американский дистрибьютор продукции фабрики вёл переговоры о создании совместного предприятия, но они закончились безрезультатно. В 2006 году, после расформирования концерна «Белместпром», фабрика была передана Минскому облисполкому. В том же году производство музыкальных инструментов было приостановлено, и было решено ликвидировать предприятие. Процедура банкротства затянулась из-за урегулирования имущественных вопросов. В течение длительного времени для оплаты долгов предприятия корпуса фабрики распродавались по частям. В конце 2000-х — начале 2010-х годов рассматривался вариант переноса фабрики на новую площадку. 26 декабря 2018 года Экономический суд Минской области вынес решение о признании ОАО «Борисовское предприятие музыкальных инструментов» банкротом и открыл ликвидационное производство. По состоянию на июнь 2020 года ликвидационное производство в отношении компании продолжается.
8 апреля 2022 года начался снос предприятия.